# 浙江大学化学系
浙江大学化学系是浙江大学的一个学系，现属于理学部。

## 历史
化学系前身可追溯到创办于1897年的求是书院和育英书院。1928年发展成为浙江大学化学系。1952年全国高校院系调整，浙大化学系与之江大学化学系合并组建为浙江师范学院化学系，1958年发展为杭州大学化学系；1958年浙大恢复建立化学系。1998年新浙大成立后，浙大化学系与杭州大学化学系、浙江医科大学和浙江农业大学基础部化学教研室组建成新的化学系。
先后在化学系学习或任教的有25位中国科学院和中国工程院院士，包括：纪育沣、王葆仁、吴征铠、王序、卢嘉锡、汪猷、钱志道、徐光宪、钱人元、吴浩青、冯新德、杨福愉、沈家骢、陆熙炎、戴立信、谢学锦、林励吾、沈之荃、徐承恩、陈耀祖、曹楚南、方肇伦、黄宪、麻生明、徐如人。有麻生明、吴凯、郑强、曾苏、徐志康、陈红征、占肖卫、申有青、刘维屏、朱利中、张锁江、计剑、汪联辉、陈传峰、黄少铭等24名毕业生成为国家杰出青年基金获得者或长江特聘教授，陈邦林、戴胜、厉良、沈奔、谢作伟、戴伟民、俞陆平等20多人在著名境外学术机构任终身教职。

## 现状
现有教职工174人，其中56名教授（包括2名中科院院士）、73名副教授（副研究员）。在校生现有269名本科生，249名硕士生，297名博士生，16名在站博士后。
化学系已成为综合实力强、具有重要影响的化学教学和研究机构，拥有：
- 化学一级学科国家重点学科
- 化学一级学科博士点
- 化学博士后流动站
- 国家理科基础研究和教学人才培养基地
- 国家工科基础课程教学基地
- 首批国家级化学实验教学示范中心